# Chaudhry Ghulam Rasool
Chaudhry Ghulam Rasool (in urdu غلام رسول‎?; Amritsar, 1º maggio 1931 – Lahore, 24 dicembre 1991) è stato un hockeista su prato pakistano. Ha rappresentato il Pakistan ai Giochi olimpici di Melbourne 1956, vincendo la medaglia d'argento, e a quelli di Roma 1960, vincendo la medaglia d'oro.
Suo figlio Akhtar Rasool e suo nipote Arshad Ali Chaudry sono stati hockeista su prato olimpici.

## Palmarès
- Giochi olimpici

Melbourne 1956: argento
Roma 1960: oro
- Giochi asiatici

Giacarta 1962: oro